# 烘干
在一些技术、制造领域及建筑施工领域中，烘干，指的是利用高温（热），或是使用真空，提前将材料和物体中的挥发性化合物除去，以免这些化合物的缓慢挥发在容器或压力容器中产生污染，破坏真空，甚至引起不适或疾病。烘干是对释气过程的人为加速。
绝缘纸在浸入绝缘油之前通常都要在非真空环境中干燥，因为即使少量的水也会削弱绝缘油的绝缘性能。
在各种物理学和真空器件工程，如粒子加速器、半导体制造和真空管中，烘干是一种制造过程，即将部件置于真空室中（或其真空运转状态，用于在真空中工作的器件）通过内置加热器加热。这样可以通过不断运作的真空泵排出气体。
在建筑施工中，烘干是利用热量去除建筑物施工后的挥发性有机化合物，例如在油漆，地面和其它建筑材料中残留的溶剂，以减少异味或改善室内空气质量。建筑物内部通常会被加热到较高的温度，并保持较长时间，以使这些化合物蒸发到空气中并排出（释放到大气中）。